# Leopold von Münchow
Leopold von Münchow  (* 4. März 1884 in Lippehne; † Februar 1945 bei Budapest) war ein deutscher Kavallerie- und Heeresoffizier. Er gehörte zu den Gründern des Jungsturms, den er als Reichsführer bis zur Auflösung durch die Nationalsozialisten (1933) leitete. 

## Leben
Münchows Vater Paul war Dr. med. und entstammte der Familienlinie Zerrehne-Altenberge. Er war Kreisarzt und Kgl. Medizinalrat in Swinemünde. Die Mutter hieß Betra Bels und kam aus Potsdam. Das altpreußische Elternhaus war vom Alldeutschtum erfüllt. In pommerschen Strandburggemeinschaften der 1890er Jahre war Leopold von Münchow früh der erwählte Führer. Er besuchte das Gymnasium Anklam und bestand 1903 die Abiturprüfung. Er begann am Lehrstuhl für deutsches Recht der Universität Lausanne und an der Universität Jena Rechtswissenschaft zu studieren. 1904 wurde er im Corps Franconia Jena recipiert. Sein schon in der Schulzeit stark ausgeprägter Führungsanspruch widerstrebte dem corpsstudentischen Selbstverständnis sich einzuordnen und abzuschleifen. Dass ihm deshalb das Frankenband entzogen wurde, betrachtete er als Wende seines Lebens. Sein Wahlspruch war „Tu ne cede malis sed contra auditior ito“ (Vergil, Aeneis 6, 95). Er wechselte an die Christian-Albrechts-Universität zu Kiel und wurde am 20. Juni 1905 im Corps Holsatia aktiv. Durch seine vorbildliche Aktivität als Corpsbursche wetzte er die Jenaer Scharte aus. Franconia Jena, in jener Zeit mit neun Alten Herren und MC in Kiel vertreten, gab ihm das Band zurück. Mit den alten Franken, besonders mit Max Blunck, stand er in enger Verbindung. Bei Holsatia fast durchgehend aktiv, bestand er am 23. März 1907 vor der „berühmt schweren“ Kommission das Referendarexamen. Danach meldete er sich als Einjährig-Freiwilliger zum Husaren-Regiment „Fürst Blücher von Wahlstatt“ (Pommersches) Nr. 5 in Stolp. Den Vorbereitungsdienst durchlief er in Pasewalk. Bald nach seiner Beförderung zum Leutnant (1910) wurde er als Referendar a. D. mit dem üblichen Vorpatent zu den aktiven Offizieren übernommen. Seine Begeisterung für den Jungsturm ließ ihn zum Reiteroffizier werden.

### Erster Weltkrieg
Bei der Mobilmachung 1914 kam er zur 2. Schwadron des neu aufgestellten Reserve-Husaren-Regiments Nr. 1. Weihnachten 1914 wurde er mit dreijährigem Vorpatent als Oberleutnant in das 2. Leib-Husaren-Regiment „Königin Viktoria von Preußen“ Nr. 2 versetzt. Er war Ordonnanzoffizier beim Generalkommando des I. Reserve-Korps und wurde auf fast allen Kriegsschauplätzen eingesetzt, als Adjutant seines Regiments, einer Infanteriebrigade, einer Infanteriedivision und eines Korps, Führer des Garde-Jäger-Bataillons und Dienst im Generalstab waren weitere Stationen. Er war seit dem 5. Oktober 1916 Rittmeister im 2. Leib-Husaren-Regiment. Er erlitt drei Verwundungen. Die Novemberrevolution erlebte er nicht in Deutschland. Zu seinem Regiment in Langfuhr zurückgekehrt, wurde er sofort zum Generalstab der 36. Infanterie-Division in Stettin versetzt. Als Erster Generalstabsoffizier beendete er im Jahr darauf seine militärische Laufbahn.
Im Juli 1917 meldete er aus dem Heimaturlaub seine Verlobung mit Gisela v. Münchow aus der Linie Nassow-Latzig. Am 22. März 1918 – am Geburtstag von Wilhelm I. – heiratete er sie. Als einzige Tochter war sie die Erbin der Güter Latzig und Tessin. Kinder blieben ihr versagt und sie starb früh.

### Pommern
Als er seine militärischen Abwicklungsaufgaben erledigt hatte, wurde v. Münchow Kreisrat in Kreis Stolp. Als diese neue Stellung im Juli 1921 auf Verlangen der Entente aufgelöst wurde, zog er nach Kołberg. Er lebte ganz dem Jungsturm und den militärischen und corpsstudentischen Aufgaben, die er sich selbst gestellt hatte. Schon vor dem Krieg hatte der Jungsturm mehrere Tausend Mitglieder, danach nahm er einen großen Aufschwung. Im Grenzschutz der ersten Jahre waren ihm halbmilitärische Sicherungsaufgaben anvertraut. Münchow bereiste regelmäßig die von ihm gegründeten Landesverbände. Er hielt in ständiger Fühlung mit der Reichswehr allenthalben Vorträge und warb für guten Nachwuchs an Soldaten und Offizieren. Seinen früheren Befehlshaber August von Mackensen konnte er als Schirmherr des Jungsturms gewinnen. So oft wie möglich erstattete er ihm in Falkenwalde Meldung. Vielen führenden Offizieren, darunter Kurt von Schleicher, war er freundschaftlich verbunden. 1924–1927 war er auch Reichsführer der Jungflieger.
Der späteren Reichsjugendführung war er suspekt, weil er sich allen Vereinnahmungsversuchen widersetzte. Als beim Kösener Congress 1933 die Überleitung des Jungsturms in den Jungstahlhelm zur Debatte stand, vertrat er das Ausleseprinzip und eigenes Führertum als unabdingbare Grundlagen. Als der Jungsturm im Frühherbst 1933 dennoch von der Hitlerjugend vereinnahmt wurde, trat v. Münchow zurück. Als Jungstürmer trat er in der Öffentlichkeit nur noch einmal am 27. Juli 1937 auf, am 40. Gründungstag des Jungsturms in Swinemünde. Am Denkmal für die gefallenen Jungstürmer von der Geheimen Staatspolizei festgenommen, wurde er wohl nur wegen Mackensens Teilnahme am selben Tag freigelassen; er wurde aber bald darauf nach Stettin geladen und in dreiwöchige Schutzhaft genommen.

### Corps
1926 nahm er an der Einweihung des Löwendenkmals bei der Rudelsburg teil. Von ihm stammt das Lied „Du mein Kiel am Ostseestrande“ (1928) und das Mensurlied „Ihr Brüder kommet her“ (1931). Als Vorsitzender des Alte-Herren-Senioren-Convents Kolberg leitete er am 18. August 1934 den Ostseekommers Kösener Corpsstudenten in Kolberg. Ebenfalls in Kolberg leitete er am 1. April 1935 den Bismarck-Kommers Alter Waffenstudenten. In einer Festrede sprach er über Holsatias Vorgängerbund Slesvico-Holsatia. Er schrieb viele Beiträge für das Nesselblatt, Holsatias Corpszeitung, und schenkte dem Corps viele Studentica. Von vaterländischem und soldatischem Geist getragen ist im Nesselblatt sein Vorwort „Zum Kriegsausbruch“. Hitler wird weder erwähnt noch angedeutet. Zu seinen engsten Freunden unter den Holsteinern gehörten Curt Thomalla, Karl Fromm, Hans Uthemann, Werner Johns, Prinz Waldemar, Claus Gehlsen, Arved von Wedderkop und Otto Freiherr von Grotthus. Vor und nach v. Grotthus war v. Münchow Vorsitzender des Vereins alter Kieler Holsaten.

### Wehrmacht
Ohne Wehrübungen gemacht zu haben, wurde er als Rittmeister a. D. zum Heer einberufen. Anfänglich in Pommern und Polen eingesetzt, war er ab 1. Oktober 1939 Adjutant des Stadtkommandanten von Warschau. Im Stab einer Infanterie-Division machte er 1940 beim Westfeldzug den Vormarsch durch die Maginot-Linie mit. Zur Zeit der Deutschen Besetzung Frankreichs im Zweiten Weltkrieg war er im Generalstab eines Generalkommandos und eines Armeeoberkommandos (18. Armee?). MIit dem AOK zog er 1941 in den Deutsch-Sowjetischen Krieg. 
Seit dem 1. Juli 1941 Major, bewährte er sich ab Januar 1942 im Kampf gegen Partisanen. Im Verbund mit der Heeresgruppe A (Kaukasusarmee) kämpfte er mit seiner Kampfgruppe ab Februar 1943 am Kuban-Brückenkopf. Er wurde 1943 bevorzugt zum Oberstleutnant befördert und war Kommandeur einer Nachschubeinheit. Versetzt zu Karl Pfeffer-Wildenbruch, dem Kampfkommandanten von Ungarns Hauptstadt, nahm er an der Schlacht um Budapest teil. Nachdem er seiner Frau noch die Beförderung zum Oberst mitgeteilt hatte, blieb er vermisst. Nach verlässlichem Bericht ist er bei oder in Budapest gefallen. Wenige Tage nach dem Einmarsch der Roten Armee in Budapest starb seine Frau auf dem Stammgut der Familie im pommerschen Latzig. Als nach jahrelangem Warten nicht mehr auf seine Rückkehr zu hoffen war, beantragte Holsatia Münchows Todeserklärung. Die Familie hatte sich gegen den Antrag ausgesprochen.

## Auszeichnungen
- Eisernes Kreuz II. Klasse (10. September 1914)
- Eisernes Kreuz I. Klasse (1. Dezember 1914)
- Ehrenritter des Johanniterordens
- Ehrenmitglied des Corps Franconia Jena
- Ehrenmitglied des Corps Holsatia
- Wiederholungsspange zum Eisernen Kreuz II. Klasse (1942)
- Wiederholungsspange zum Eisernen Kreuz I. Klasse (Kuban-Brückenkopf, 1943)
- Kriegsverdienstkreuz (1939) II. Klasse mit Schwertern
- Kriegsverdienstkreuz I. Klasse mit Schwertern
- Deutsches Kreuz in Gold (1. Februar 1945)